# ノインキルヒェン市電GT4形電車
この項目では、かつてドイツ（西ドイツ）に存在した鉄道車両メーカーであるエスリンゲン機械製造が開発した連接式路面電車車両のGT4形のうち、ノインキルヒェンの路面電車であったノインキルヒェン市電向けに製造された車両について解説する。急勾配を有する同市電向けの様々な設計が行われ、1960年代から廃止される1978年まで使用された。両運転台車両だった事からGT4N形と呼ばれる場合もあった。

## 概要
1950年代、モータリーゼーションが進行していたノインキルヒェンでは路面電車（ノインキルヒェン市電）の老朽化が深刻化し、路線バスやトロリーバスへの置き換えが進められていた。だが、市内中心部のヒュッテンベルク通り（Hüttenbergstraße）に残存した系統には最大110.7 ‰という急勾配が存在しており、当時のバスの性能では冬季のスリップを始めとした課題が多かった。そこで、当時市電を運営していた ノインキルヒェン路面電車会社（現：ノインキルヒェン交通会社）は路線の存続へ向け、旧型電車を置き換えるための新型電車を導入する事を決定した。そして、市場調査の結果、エスリンゲン機械製造（Maschinenfabrik Esslingen）がシュトゥットガルト市電へ向けて生産していたGT4形が最適とされ、1960年に8両が同社に発注された。これがGT4N形である。
主要な構造はシュトゥットガルト向けのGT4形を基にしており、車体ごとに台車を有する2車体連接車であった。この台車は車体の台枠とは別個に設けられたサブフレームによって台車梁部でピン結合されていた他、連節部もサブフレームにピン結合されており、ノインキルヒェン市電に存在した急曲線でも車体の張り出しを抑え安定した走行が可能になっていた。一方、シュトゥットガルト向け車両と異なりこれらの車両は車体両側に乗降扉を有する両運転台であった他、急勾配に対応するため、サブフレームに吊り掛けられた出力90 kwの主電動機からカルダンシャフトを用いてボギー台車の各車軸に動力が伝達される全軸駆動方式が採用された他、電磁吸着ブレーキも各車輪に設置され急勾配での非常時の停車に対応した。速度制御は直接制御方式が用いられたため、連結器は取り付けられたものの総括制御は出来ず、1両での単独運用を基本とした。
最初の車両となった2両が営業運転を開始したのは1961年10月26日で、同年中に発注分の8両（1 - 8）の導入が完了し、第二次世界大戦前から使用されていた旧型電車が全て置き換えた。1965年に起きた自動車との衝突事故により1両（7）が廃車されたものの、残された7両については以降も使用され、1975年から1976年にかけて信用乗車方式を用いたワンマン運転への対応工事が行われた。
だが、ノインキルヒェン郊外の鉱山の閉鎖による利用客減少により市電の路線の縮小は続き、更に性能が向上したバスはヒュッテンベルク通りの急勾配でも安定した走行が可能となっていた。それでもノインキルヒェン路面電車会社は残存路線の存続を検討していたが、線路や施設の老朽化や渋滞の悪化などが起因となった事で1977年に廃止が決定し、翌1978年6月10日をもって営業運転を終了した。
廃止後の他社への譲渡は行われなかったが、ハノーファー路面電車博物館で1両（2）が動態保存されている他、ノインキルヒェン路面電車会社改めノインキルヒェン交通会社の車庫で1両（4）が静態保存されている。

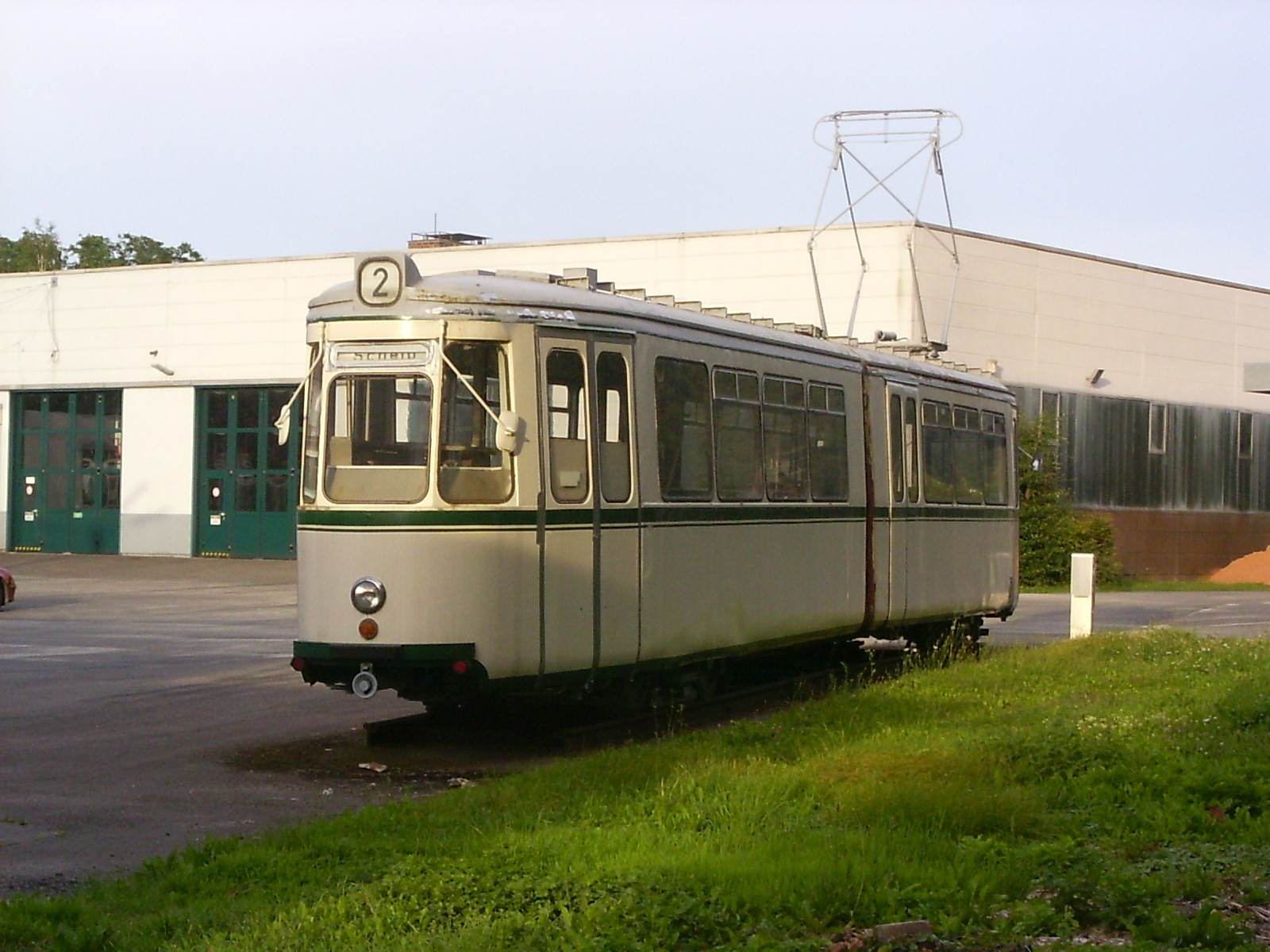
ノインキルヒェンで保存されているGT4形（4）（2012年撮影）

## 同型車両
- シュトゥットガルト路面電車GT4形電車 - シュトゥットガルト市電（シュトゥットガルト）向け車両、片運転台[5]。
- フライブルク市電GT4形電車 - フライブルク市電（ドイツ語版）（フライブルク・イム・ブライスガウ）向け車両、両運転台[5]。
- ロイトリンゲン市電GT4形電車 - ロイトリンゲン市電（ドイツ語版）（ロイトリンゲン）向け車両、両運転台[5]。

## 参考資料
- Roland Priester; Stephan Lucke (2019-1). “Mit Allard durch Hüttenstadt”. Strassenbahn Magazin (GeraMond Verlag GmbH):  50-55.